# داني بينا
داني بينا (بالإنجليزية: Danny Pena)‏ هو لاعب كرة قدم أمريكي في مركز الوسط، ولد في 17 يونيو 1968 في إنغليووود في الولايات المتحدة. لعب مع تامبا باي موتيني ولوس أنجلوس غلاكسي.